# Валерія Речіле
Валерія Речіле (2 червня 1957) — румунська академічна веслувальниця.
Олімпійська чемпіонка 1984 року в одиночці, бронзова призерка 1980 року в складі парної двійки.
Срібна призерка Чемпіонату світу 1982, 1985 років в одиночці, бронзова призерка 1979 (парні двійки), 1981 (парні четвірки) років.